# 苏玉玲
苏玉玲（1989年4月24日—），福建厦门同安区洪塘镇人 ，中国女子射击運動員。

## 簡介
2003年3月，苏玉玲进入同安区少体校開始接受射击训练，同年10月被送往厦门市射击射箭运动中心参训，及至2005年进入福建省射击队，並在2005、2006年代表福建贏得全国青少年射击比赛第三名。
2008年，苏玉玲在全国射击锦标赛上，代表福建贏得女子手枪团体冠军，以及个人比赛中第三名。在2009年底進行的亚洲气枪锦标赛上，她更夺得金牌，此後正式进入国家射击队。
2010年8月，苏玉玲在德国慕尼黑举行的射击世锦赛女子10米气手枪比賽中，以481.0环的总成绩名列第6名，因而获得参加2012年伦敦奥运会的参赛席位。
2012年，苏玉玲代表中国出戰英國倫敦舉行的奥林匹克运动会射擊比賽女子10米空氣手槍賽事，她进入到决赛，但未能获得奖牌。